# Meridiano 102 W
O meridiano 102 W é um meridiano que, partindo do Polo Norte, atravessa o Oceano Ártico, América do Norte, Oceano Pacífico, Oceano Antártico, Antártida e chega ao Polo Sul. Forma um círculo máximo com o Meridiano 78 E.
Começando no Polo Norte, o meridiano 102º Oeste tem os seguintes cruzamentos:
| País, território ou mar | Notas |
| ----------------------- | --- |
| Oceano Ártico           | |
| Canal de Peary          | |
| Canadá                  | Nunavut - Ilha Ellef Ringnes                                                                                         |
| Estreito Dinamarquês    | |
| Canadá                  | Nunavut - Ilha King Christian                                                                                        |
| Corpo de água sem nome  | Passa a oeste da Ilha Helena, Nunavut, Canadá                                                                        |
| Canadá                  | Nunavut - Ilha Bathurst                                                                                              |
| Enseada Erskine         | |
| Canadá                  | Nunavut - Ilha Alexander e Ilha Bathurst                                                                             |
| Canal de Parry          | Viscount Melville Sound                                                                                              |
| Canadá                  | Nunavut - Ilha Príncipe de Gales                                                                                     |
| Estreito de McClintock  | |
| Canadá                  | Nunavut - Ilha Victoria                                                                                              |
| Baía Albert Edward      | |
| Canadá                  | Nunavut - Ilha Victoria                                                                                              |
| Golfo da Rainha Maud    | |
| Canadá                  | Nunavut - Ilha Jenny Lind                                                                                            |
| Golfo da Rainha Maud    | |
| Canadá                  | Nunavut continental fronteira Territórios do Noroeste / Nunavut Manitoba Saskatchewan                                |
| Estados Unidos          | Dakota do Norte Dakota do Sul Nebraska Kansas Oklahoma Texas                                                         |
| México                  | Coahuila Zacatecas San Luis Potosí Zacatecas Aguascalientes Jalisco Guanajuato Jalisco Guanajuato Michoacán Guerrero |
| Oceano Pacífico         | |
| Oceano Antártico        | |
| Antártida               | Território não reivindicado                                                                                          |